# Venusbeeldjes van Kostjonki

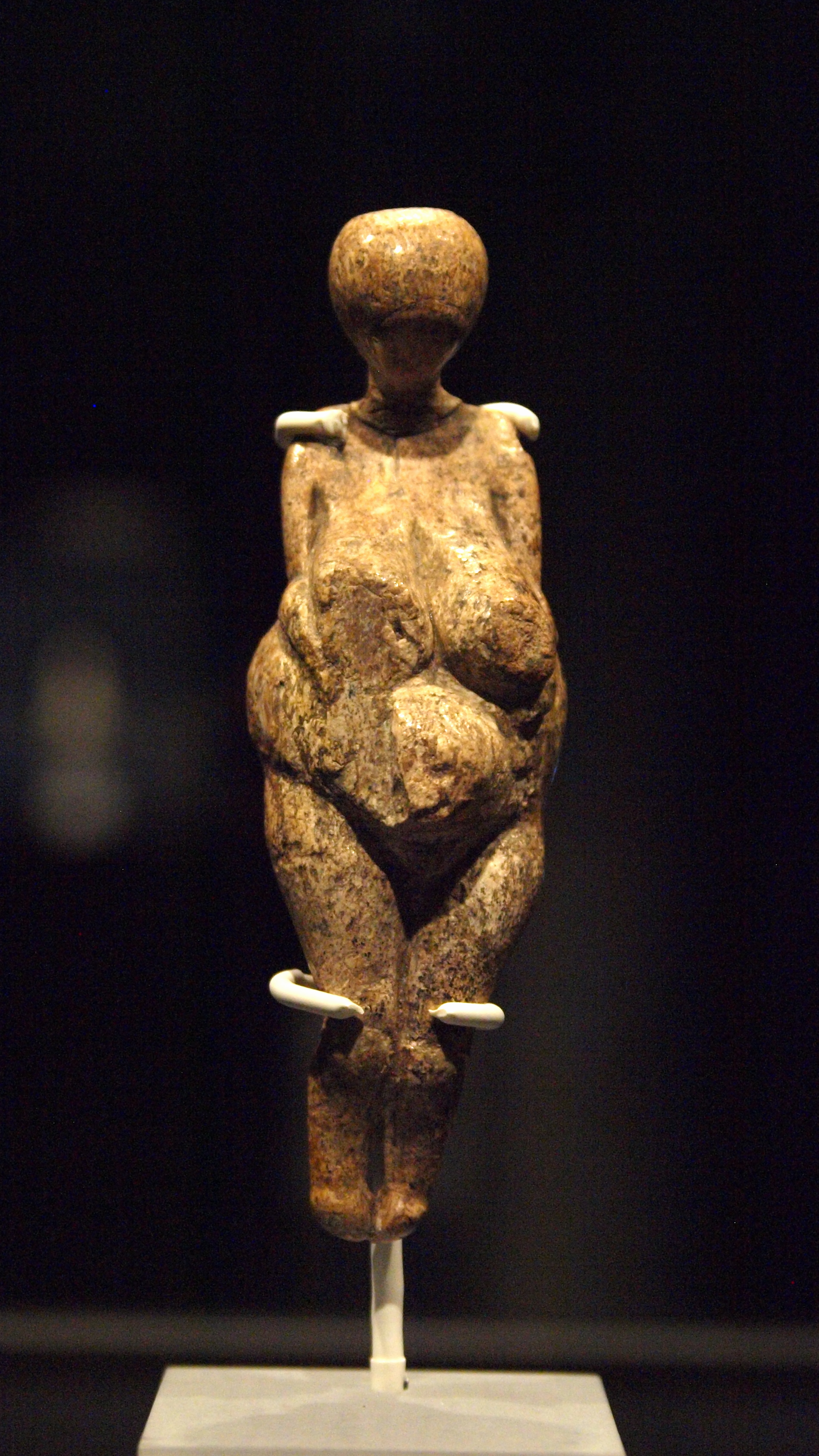
Venusbeeldje 4

De venusbeeldjes van Kostjonki zijn een groep van venusbeeldjes die gevonden zijn op de vindplaats Kostjonki (ook wel als Kostienki geschreven) aan de rechteroever van de Don in de Russische Oblast Voronezj. De vindplaats ligt op 150 km van de grens met Oekraïne.
De beeldjes waren klein, omdat ze waarschijnlijk meegedragen werden door de nomadische, prehistorische mens. De meeste beeldjes zijn gemaakt van ivoor, meer bepaald uit de slagtanden van een mammoet. Andere waren uit kalksteen vervaardigd. Men schat dat ze omstreeks 23.000 jaar geleden gemaakt werden.
Een van de beeldjes, ontdekt in 1936, is 11,7 cm hoog. Het venusbeeldje toont gelijkenissen met al de andere. De borsten, billen en buik van de vrouw zijn dik, wat waarschijnlijk wijst op een vruchtbare vrouw. De meest gangbare theorie is dat het zou gaan om een zwangere vrouw. Het gezicht is zeer vereenvoudigd. Het beeldje werd tentoongesteld in de Kunstkamera, het oudste museum van Rusland, gelegen in Sint-Petersburg.
De beeldjes worden samen met gelijksoortige vondsten bij Avdejeva, 220 km verderop, gerekend tot de Kostjonki-Avdejevacultuur. Deze toont verwantschap met het Gravettien en meer specifiek de Venus van Willendorf (Kostjonki-Willendorfcultuur).